# Poolbillard-Europameisterschaft 1993
Die Poolbillard-Europameisterschaft 1993 war ein vom europäischen Poolbillardverband EPBF in Siófok ausgetragenes Poolbillardturnier. Es war die bislang einzige Poolbillard-EM in Ungarn. Die Mannschaftswettbewerbe und die 9-Ball-Wettbewerbe fanden in der norwegischen Hauptstadt Oslo statt. Bereits 1986 hatte die EM in Oslo stattgefunden.
Ausgespielt wurden die Disziplinen 8-Ball, 9-Ball und 14/1 endlos. Zudem wurden die Mannschafts-Europameister der Herren sowie der Damen ermittelt.
Der Deutsche Thomas Engert wurde im 14/1 endlos durch einen Finalsieg gegen seinen Landsmann, den Vorjahres-Finalisten Ralf Souquet, Europameister. Im 8-Ball hingegen gewann Souquet gegen Engert und wurde somit nach 1991 und 1992 zum dritten Mal in Folge 8-Ball-Europameister. Im 9-Ball gewann Oliver Ortmann das Finale gegen Souquet. Der Deutsche Tony Deigner gewann im 9-Ball die Bronzemedaille. Der Österreicher Werner Duregger gewann zweimal Bronze.
Bei den Damen gelang es Franziska Stark durch einen Finalsieg gegen die Österreicherin Gerda Hofstätter, erstmals seit 1993 Europameisterin im 14/1 endlos zu werden. Die Österreicherin Gerda Hofstätter wurde durch Siege gegen die jeweiligen Titelverteidigerinnen Louise Furberg und Franziska Stark Europameisterin im 8-Ball sowie im 9-Ball. Die Deutsche Ilona Bernhard gewann drei Bronzemedaillen, Andrea Kroll kam im 9-Ball auf den dritten Platz.
Die deutsche Mannschaft (Thomas Engert, Oliver Ortmann, Ralf Souquet, Tony Deigner und Edgar Nickel) gewann das Finale gegen Schweden und wurde somit nach 1991 und 1992 zum dritten Mal in Folge Europameister. Die Schweiz und Finnland gewannen Bronze. Bei den Damen wurde Schweden im Finale gegen Deutschland Europameister, auf den dritten Platz kamen Österreich und die Schweiz.

## Medaillengewinner
| Disziplin            | Gold             | Silber           | Bronze            |
| -------------------- | ---------------- | ---------------- | ----------------- |
| Herren – 14/1 endlos | Thomas Engert    | Ralf Souquet     | Per Anda          |
| Herren – 14/1 endlos | Thomas Engert    | Ralf Souquet     | Mikael Sandzelius |
| Herren – 8-Ball      | Ralf Souquet     | Thomas Engert    | Werner Duregger   |
| Herren – 8-Ball      | Ralf Souquet     | Thomas Engert    | Raymond Hauge     |
| Herren – 9-Ball      | Oliver Ortmann   | Ralf Souquet     | Werner Duregger   |
| Herren – 9-Ball      | Oliver Ortmann   | Ralf Souquet     | Tony Deigner      |
| Herren-Mannschaft    | Deutschland      | Schweden         | Schweiz           |
| Herren-Mannschaft    | Deutschland      | Schweden         | Finnland          |
| Damen – 14/1 endlos  | Franziska Stark  | Gerda Hofstätter | Louise Furberg    |
| Damen – 14/1 endlos  | Franziska Stark  | Gerda Hofstätter | Ilona Bernhard    |
| Damen – 8-Ball       | Gerda Hofstätter | Louise Furberg   | Vibeke Styve      |
| Damen – 8-Ball       | Gerda Hofstätter | Louise Furberg   | Ilona Bernhard    |
| Damen – 9-Ball       | Gerda Hofstätter | Franziska Stark  | Ilona Bernhard    |
| Damen – 9-Ball       | Gerda Hofstätter | Franziska Stark  | Andrea Kroll      |
| Damen-Mannschaft     | Schweden         | Deutschland      | Schweiz           |
| Damen-Mannschaft     | Schweden         | Deutschland      | Österreich        |